# Mount Cyril
Il Monte Cyril (in lingua inglese: Mount Cyril) è una montagna coperta di ghiaccio, alta 1.190 m e situata 2 miglia nautiche (4 km) a sud del Celebration Pass nel Commonwealth Range, catena montuosa che fa parte dei Monti della Regina Maud, in Antartide.
Fu scoperto dalla Spedizione Nimrod (British Antarctic Expedition, 1907–09) guidata dall'esploratore polare britannico Ernest Shackleton.La denominazione fu assegnata in onore di Cyril Longhurst, segretario della Spedizione Discovery (British National Antarctic Expedition, 1901–04), che era stato testimone dello sposo al matrimonio di Shackleton.